# ネットで噂のヤバイニュース超真相
『ネットで噂のヤバイニュース超真相』（ネットでうわさのヤバイニュースちょうしんそう）は2019年10月11日から2020年9月15日までAmazonプライム・ビデオにて配信されているドキュメンタリー、情報バラエティ番組。制作元はTOCANA。

## 概要
オカルトニュースや不思議化学、アンダーグラウンドな情報を取り扱うニュースサイト「TOCANA」で話題となったニュースを、映像をもって検証する情報バラエティー番組。番組公式サイトなどでは「地上波TVやYouTubeでは絶対にオンエア不可能な実写ドキュメンタリー番組」と銘打たれる。
2019年からAmazonプライム・ビデオで配信開始。2020年以降もAmazonプライム・ビデオで先行配信されるほか、U-NEXT、DMM.com、ゲオTV、ひかりTVなどでも配信される。全12回。
TOCANA編集長・角由紀子がナビゲーターを務め、番組の監督でもある福田光睦がプレゼンターを務める。レギュラーレポーターとしてあのが出演。橋本梨菜が第8回からレギュラーレポーターとして加わる。
番組冒頭には「警告」と題し、アラームが流され「当番組には「大変ショッキングな映像や表現が含まれます」「覚悟してご視聴ください。」と文章が表示される。
2020年12月2日からは後継番組にあたる『ほんトカナ!?ケンドーコバヤシの絶対に観ないほうがいいテレビ!』がスタートした。

## 出演者
肩書などは配信当時。

### レギュラー
- 角由紀子（TOCANA編集長、ナビゲーター）
- 福田光睦（Modarn Freaks Inc.、プレゼンター）
- あの（ゆるめるモ!、リポーター）
- 橋本梨菜（第8回以降、リポーター）

### 準レギュラー
- 小島みゆ（リポーター）
- RaMu（リポーター）
- 雨宮留菜（リポーター）[5]

## 配信リスト
| 放送回 | 初回放送日      | タイトル | 備考 |
| ------ | --------------- | --- | ---- |
| 1      | 2019年 10月11日 | ①身体改造アイドルとアンピュテーション ②無限の性器ピアス老人 ③包茎の神による性器の曲芸                                               |      |
| 2      | 11月1日         | ①盲目のマゾピアニスト紅葉 ②ミゼットの令和元年                                                                                       |      |
| 3      | 12月1日         | 埼玉県八潮市に世界初のラブドール秘宝館を建てた男                                                                                    |      |
| 4      | 2020年 1月17日  | ①命懸けのペットライフ 世界最大の吸血ヒルを育てた男 ②発見！ 双頭生物!?                                                               |      |
| 5      | 1月31日         | 人間は本当に精子料理で幸福になれるのか？                                                                                            |      |
| 6      | 2月11日         | TOCANA緊急UFO特集2020 ①世界一受けたいUFOの授業 ②徹底討論！ 軍事専門家!! ③UFOアウトサイダー裏座談会 ④UFOの来る家！ UFOは呼べるのか!? |      |
| 7      | 2月28日         | ①ツチノコの呪い ②岐阜ダークツアー                                                                                                   |      |
| 8      | 4月8日          | 大和撫子総ヤリマン化現象 ①緊急ヤリマンサミット〜私たちが断らない理由 ②緊急名器診断&more!!!                                          |      |
| 9      | 5月10日         | 潜入！ ディープ風俗 TOKYO 2020 !!                                                                                                   |      |
| 10     | 6月19日         | アリエナイ科学実験の世界 |      |
| 11     | 8月12日         | 革新！ ロープアート美術館 |      |
| 12     | 9月15日         | 究極最終決戦! 世界初!? サスペンションクイズ!!                                                                                       |      |

## スタッフ
- オープニング劇ニメーション：比嘉良樹
- ピアノ演奏：紅葉
- 協力：サイゾー、Black Calendar
- 監督・企画・撮影・編集：福田光睦（Modarn Freaks Inc.）
- 撮影：ショタロー
- 撮影・照明：中田健二郎
- 録音・MA：鎌田隆弘
- 撮影・スチールデザイン：カワイコウジ
- 助監督　編集補助：近藤咲貴（Modarn Freaks Inc.）
- 助監督・編集補助：小森和哉（Modarn Freaks Inc.）
- 編集補助：たにぼん（Modarn Freaks Inc.）
- 制作：大澤優貴（TOCANA編集部）、二瓶彩（TOCANA編集部）
- プロデューサー：叶井俊太郎
- 企画監修：角由紀子
- 製作著作：TOCANA